# Condmag
Condmag Brașov este o companie specializată în construcția conductelor magistrale de gaze, petrol, țiței, apă și alte fluide și a instalațiilor tehnologice aferente acestora, cu experiență de peste 50 de ani în domeniu.
În structura acționariatului Condmag, Dafora Mediaș are o deținere de 43,66%, OGGBA Van Herk BV - 10,61%, Julius Baer International Equity Fund are 6,51%, iar fondul olandez de investiții MEI Roemenie & Bulgarije Fonds NV deține 6,55% din capital.
Titlurile Condmag se tranzacționează la categoria a doua a Bursei de Valori București, sub simbolul COMI.
În decembrie 2007, Condmag deținea 25% din piața de conducte de petrol și 80% pe construcția de conducte de gaze, principalii concurenți fiind Petroconst Constanța, Inspet Ploiești, TMUCB București, AMI Baia Mare și TIM Cluj.
Acum este in faliment.
Condmag este acționar majoritar la:
- S.C. FLOWTEX TECHNOLOGY S.A. Mediaș, specializată în forajul orizontal dirijat, ce operează cu 9 sisteme de tip FLOWTEX, proveniență Germania.
- S.C. TIMGAZ S.A. Buziaș specializată în distribuția de gaze naturale în orasul Buziaș, în regim de concesiune pe 49 de ani.

Cifra de afaceri:
- 2008: 145,31 milioane lei (39,48 milioane euro)[2]
- 2007: 214,7 milioane lei (64,2 milioane euro)[2][4]

Venit net:
- 2008: 9,26 milioane lei (2,51 milioane euro)[2]
- 2007: 4,6 milioane lei[2]